# Craniophora nigra
Craniophora nigra là một loài bướm đêm trong họ Noctuidae.